# Лозиков, Александр Александрович
Александр Александрович Лозиков (укр. Олександр Олександрович Лозиков; род. 10 марта 1939, Макеевка, Сталинская область) — украинский поэт и писатель.

## Биография
Родился 10 марта 1939 года в городе Макеевка Донецкой области. Учился в ремесленном училище, служил на Тихоокеанском флоте. В Донбассе, на шахте Ново Бутовка работал проходчиком, горнорабочим очистного забоя. В 1965 году приехал на Дальний Восток. Работал шофером в Комсомольской-на-Амуре геологической экспедиции, редактором радиовещания, корреспондентом газеты «Тихоокеанская звезда», редактором Хабаровского книжного издательства, главным редактором издательства «Приамурские ведомости». Создал и возглавил издательский центр «Тонкие лозы», литературно-аналитический журнал «Экумена», літературно-художній та публіцистичний журнал «Далекосхідна хвиля» (Дальневосточная волна).
Пишет с детства. Первая публикация — стихи, написанные в 14 лет. Первый сборник — «Серебряные травы» вышел в 1986 году, второй — «Всепрощающий свет» — в 1988 году, в 1989 — перевел с нанайского и издал сборник стихов Георгия Бельды «Человек земли». В 1989 году вышла книга повестей «Стопроцентный мужчина». С тех пор издал немало книг, одиннадцать из них (стихи, рассказы, повести, романы) на родном украинском языке.
С середины 1980-х годов живёт в Хабаровске.
Член Союза писателей России с 1996 года, лауреат премии правительства Хабаровского края.
Сочинения:
- Наказание любовью : [роман о себе] / Александр Лозиков. — Хабаровск : Хабаровское регион. отд-ние Союза писателей России, 2008. — 350, [1] с.; 22 см; ISBN 978-5-98621-019-3
- Стопроцентный мужчина : Микророманы / Александр Лозиков; [Худож. С. Чешкин]. — Хабаровск : Кн. изд-во, 1990. — 334,[1] с. : ил.; 21 см; ISBN 5-7663-0263-0
- Серебряные травы : Стихи / Александр Лозиков; [Худож. Пожидаев А. В.]. — Хабаровск : Кн. изд-во, 1986. — 59,[3] с. : ил.; 17 см.
- Всепрощающий свет : Стихи и поэма / Александр Лозиков; [Худож. Колесов А. В.]. — Хабаровск : Кн. изд-во, 1989. — 125,[1] с. : ил.; 17 см; ISBN 5-7663-0143-X